# غاردينا (كاليفورنيا)
غاردينا (بالإنجليزية: Gardena)‏ هي إحدى مدن مقاطعة لوس أنجليس، كاليفورنيا. تم إعطاءها لقب مدينة في 11 سبتمبر، 1930.

## التركيبة السكانية
حدّد مكتب تعداد الولايات المتحدة بيانات التركيبة السكانية لغاردينا في تعداد الولايات المتحدة. في ما يلي، التركيبة السكانية حسب تعدادي 2000 و2010.

### تعداد عام 2000
بلغ عدد سكان غاردينا 57,746 نسمة بحسب تعداد عام 2000، وبلغ عدد الأسر 20,324 أسرة وعدد العائلات 14,031 عائلة مقيمة في المدينة. في حين سجلت الكثافة السكانية 3,801.6 نسمة لكل كيلومتر مربع (9,846.1/ميل2). وبلغ عدد الوحدات السكنية 21,041 وحدة بمتوسط كثافة قدره 1,385.2 لكل كيلومتر مربع (3,587.7/ميل2).
وتوزع التركيب العرقي للمدينة بنسبة 23.82% من البيض و25.99% من الأمريكيين الأفارقة و0.64% من الأمريكيين الأصليين و26.82% من الأمريكيين ذوي الأصول الآسيوية و0.73% من سكان جزر المحيط الهادئ و16.94% من الأعراق الأخرى و5.05% من عرقين مختلطين أو أكثر و31.82% من الهسبانيون أو اللاتينيون من أي عرق.
بلغ عدد الأسر 20,324 أسرة كانت نسبة 38.3% منها لديها أطفال تحت سن الثامنة عشر تعيش معهم، وبلغت نسبة الأزواج القاطنين مع بعضهم البعض 44.5% من أصل المجموع الكلي للأسر، ونسبة 18.1% من الأسر كان لديها معيلات من الإناث دون وجود شريك، بينما كانت نسبة 6.5% من الأسر لديها معيلون من الذكور دون وجود شريكة وكانت نسبة 31% من غير العائلات. تألفت نسبة 25.5% من أصل جميع الأسر من عدة أفراد يعيشون في نفس المنزل ونسبة 8.2% كانت تتألف من شخص يعيش بمفرده يبلغ من العمر 65 عاماً أو أكثر. وبلغ متوسط حجم الأسرة المعيشية 2.80، أما متوسط حجم العائلات فبلغ 3.38.
بلغ العمر الوسطي للسكان 34.4 عاماً. وكانت نسبة 25.7% من القاطنين تحت سن الثامنة عشر، وكانت نسبة 8.6% بين الثامنة عشر والرابعة والعشرين عاماً، ونسبة 32.1% كانت واقعةً في الفئة العمرية ما بين الخامسة والعشرين والرابعة والأربعين عاماً، ونسبة 20.6% كانت ما بين الخامسة والأربعين والرابعة والستين، ونسبة 11.5% كانت ضمن فئة الخامسة والستين عاماً فما فوق. يوجد لكل 100 أنثى 95.1 ذكر، ويوجد لكل 100 أنثى في الثامنة عشر من عمرها فما فوق 91.5 ذكر.
بلغ متوسط دخل الأسرة في المدينة 38,988 دولارًا، أما متوسط دخل العائلة فبلغ 44,906 دولارًا. وكان متوسط دخل الذكور 32,951 دولارًا مقابل 29,908 دولارًا للإناث. وسجل دخل الفرد الخاص بالمدينة 17,263 دولارًا. وكانت نسبة 12.3% من العائلات ونسبة 15.7% من السكان تحت خط الفقر، وكان من هؤلاء نسبة 22.5% تحت سن الثامنة عشر ونسبة 10.1% في الخامسة والستين من العمر وما فوق.

### تعداد عام 2010
بلغ عدد سكان غاردينا 58,829 نسمة بحسب تعداد عام 2010، وبلغ عدد الأسر 20,558 أسرة وعدد العائلات 14,199 عائلة مقيمة في المدينة. في حين سجلت الكثافة السكانية 3,872.9 نسمة لكل كيلومتر مربع (10,030.8/ميل2). وبلغ عدد الوحدات السكنية 21,472 وحدة بمتوسط كثافة قدره 1,413.6 لكل كيلومتر مربع (3,661.2/ميل2).
وتوزع التركيب العرقي للمدينة بنسبة 24.64% من البيض و24.40% من الأمريكيين الأفارقة و0.59% من الأمريكيين الأصليين و26.18% من الأمريكيين ذوي الأصول الآسيوية و0.72% من سكان جزر المحيط الهادئ و18.93% من الأعراق الأخرى و4.54% من عرقين مختلطين أو أكثر و37.65% من الهسبانيون أو اللاتينيون من أي عرق.
بلغ عدد الأسر 20,558 أسرة كانت نسبة 35% منها لديها أطفال تحت سن الثامنة عشر تعيش معهم، وبلغت نسبة الأزواج القاطنين مع بعضهم البعض 42.7% من أصل المجموع الكلي للأسر، ونسبة 19.1% من الأسر كان لديها معيلات من الإناث دون وجود شريك، بينما كانت نسبة 7.2% من الأسر لديها معيلون من الذكور دون وجود شريكة وكانت نسبة 30.9% من غير العائلات. تألفت نسبة 25% من أصل جميع الأسر من عدة أفراد يعيشون في نفس المنزل ونسبة 9.3% كانت تتألف من شخص يعيش بمفرده يبلغ من العمر 65 عاماً أو أكثر. وبلغ متوسط حجم الأسرة المعيشية 2.82، أما متوسط حجم العائلات فبلغ 3.39.
بلغ العمر الوسطي للسكان 37.9 عاماً. وكانت نسبة 22.8% من القاطنين تحت سن الثامنة عشر، وكانت نسبة 9.1% بين الثامنة عشر والرابعة والعشرين عاماً، ونسبة 28.3% كانت واقعةً في الفئة العمرية ما بين الخامسة والعشرين والرابعة والأربعين عاماً، ونسبة 25.6% كانت ما بين الخامسة والأربعين والرابعة والستين، ونسبة 14.1% كانت ضمن فئة الخامسة والستين عاماً فما فوق. وتوزع التركيب الجنسي للسكان بنسبة 48.1% ذكور و51.9% إناث.

## أعلام
- تيوس إدني
- واكاكو ياماوتشي
- إد لوثر
- باول تاناكا
- جوي كاستيلو
- كين هنت
- دون برانسون
- بوبي بال
- بود هاوزر
- تيرينس وايتهيد